# Тохадуттэ
Тохадуттэ (устар. То-Хадуттэ) — река в России, протекает по Ямало-Ненецкому АО. Устье реки находится в 26 км по правому берегу протоки Паравыяха. Длина реки составляет 40 км. По водному реестру длина составляла 66 км, однако ныне нижнее течение реки считается протокой Паравыяха.

## Данные водного реестра
По данным государственного водного реестра России относится к Нижнеобскому бассейновому округу, водохозяйственный участок реки — Пур, речной подбассейн реки — подбассейн отсутствует. Речной бассейн реки — Пур.
Код объекта в государственном водном реестре — 15040000112115300062514.